# بهلول أباد (شليل)
بهلول أباد (بالفارسية: بهلول‌آباد) هي قرية تقع في إيران في قسم شلیل الريفي. يقدر عدد سكانها بـ 224 نسمة .